# Цинциннати Сайклонс
«Цинциннати Сайклонс» (англ. Cincinnati Cyclones) — профессиональная хоккейная команда, играющая в Центральном дивизионе Западной конференции ECHL. Базируется в городе Цинциннати, штат Огайо, США. Команда была основана в 1990 году и сначала проводила свои матчи в «Цинциннати Гарденс», а теперь играет в «Херитейдж Бэнк-центре».
Цинциннати выставлял команды «Сайклонс» с тремя отдельными франшизами в двух разных лигах: Международной хоккейной лиге (IHL) (1992–2001) и ECHL (1990–1992; 2001–2004, 2006 – настоящее время).
В 2007-08 годах команда провела самый успешный сезон в истории ECHL, одержав 55 побед, набрав 115 очков и впервые став чемпионом конференции и лиги.

## История
«Цинциннати Сайклонс» были основаны в 1990 году, как команда ECHL. Два года спустя тогдашний владелец команды Дуг Кирххофер получил франшизу Международной хоккейной лиги (IHL) и решил перенести название «Сайклонс» в эту франшизу. Затем он продал франшизу ECHL Арту Кларксону из Бирмингема, штат Алабама, который сформировал новую команду «Бирмингем Буллз».
В первом сезоне IHL «Цинциннати» не удалось выйти в плей-офф. В последующие годы в IHL, «Сайклонс» восемь сезонов подряд набирали по 90+ очков, пока IHL не распалась в 2001 году. За девять сезонов в IHL «Сайклонс» стали победителями дивизиона в сезоне 1995–96, а в играх плей-офф команда не проходила дальше третьего раунда.
Затем «Сайклонс» вернулись в ECHL, где выступали в течение трёх сезонов, прежде чем прекратить свою деятельность в 2004 году по финансовым причинам. После того, как создание франшизы АХЛ в Цинциннати провалилось в 2006 году, «Сайклонс» возобновили выступления в ECHL. В сезоне 2007–08 «Сайклонс» выиграли свой первый Кубок Келли, обыграв команду «Лас-Вегас Рэнглерс» со счётом 4-2 в серии.

## Достижения
ECHL
- Обладатели Кубка Келли (2): 2008, 2010;
- Победители конференции (3): 2008, 2010, 2014;
- Победители регулярного сезона (2): 2007–08, 2018–19;
- Победители дивизиона (5): 2007–08, 2008–09, 2012–13, 2018–19, 2022–23;

IHL
- Победители дивизиона (1): 1995–96;

## Скандально известные моменты
В феврале 1995 года, тренер "Сайклонс" Дон Джексон ударил талисмана «Атланты Найтс», что привело к дисквалификации из лиги.